# انتخابات پارلمانی کلمبیا (۲۰۱۸)

انتخابات پارلمانی کلمبیا (۲۰۱۸)

انتخابات پارلمانی کلمبیا در ۱۱ مارس ۲۰۱۸ به منظورِ انتخاب ۱۰۲ عضو سنا و ۱۶۶ عضو مجلس نمایندگان کلمبیا برگزار شد.

## روش
۱۶۶ عضوِ مجلس نمایندگان کلمبیا با روش تناسبی از میان ۳۳ حوزهٔ انتخابیهٔ چندکرسی بر اساس بخش‌های این کشور انتخاب می‌شوند. کرسی‌ها با استفاده از روش بزرگترین باقیمانده تخصیص می‌یابند. ۱۰۲ سناتور با دو روش انتخاب می‌شوند؛ ۱۰۰ کرسی از طریق یک حوزهٔ انتخابیهٔ سراسری با روش تناسبی انتخاب می‌شوند و دو کرسی مختص بومی‌های کلمبیا هستند.
بنابر توافق‌هایی که با شبه‌نظامیان فارک برای آتش‌بس شده بود، قرار شد ۵ کرسی از مجلس نمایندگان و ۵ کرسی از سنا به این گروه اختصاص یابد.

## نتایج

### مجلس نمایندگان
| حزب                                            | آرا | ٪ | کرسی |
| ---------------------------------------------- | --- | - | ---- |
| حزب لیبرال کلمبیا                              |     |   | ۳۵   |
| مرکز دموکراتیک                                 |     |   | ۳۲   |
| تغییر رادیکال                                  |     |   | ۳۰   |
| حزب اجتماعی اتحاد ملی                          |     |   | ۲۵   |
| حزب محافظه‌کار کلمبیا                           |     |   | ۲۱   |
| حزب سبز                                        |     |   | ۹    |
| میرا                                           |     |   | ۲    |
| قطب جایگزین دموکراتیک                          |     |   | ۲    |
| حزب انسجام ملی                                 |     |   | ۲    |
| Coalición lista de la decencia (ASI, UP, MAIS) |     |   | ۲    |
| G.S.C. Colombia Justa Líbres                   |     |   | ۱    |
| مجموع                                          |     |   | ۱۶۶  |
| منبع: Registraduria Nacional del Estado Civil  |     |   |      |

### سنا
| حزب                                            | آرا | ٪ | کرسی |
| ---------------------------------------------- | --- | - | ---- |
| مرکز دموکراتیک                                 |     |   | ۱۹   |
| تغییر رادیکال                                  |     |   | ۱۶   |
| حزب محافظه‌کار کلمبیا                           |     |   | ۱۵   |
| حزب لیبرال کلمبیا                              |     |   | ۱۴   |
| حزب اجتماعی اتحاد ملی                          |     |   | ۱۴   |
| حزب سبز                                        |     |   | ۱۰   |
| قطب جایگزین دموکراتیک                          |     |   | ۵    |
| Coalición lista de la decencia (ASI, UP, MAIS) |     |   | ۴    |
| جنبش مستقل نوسازی مطلق                         |     |   | ۳    |
| مجموع                                          |     |   | ۱۰۲  |
| منبع: Registraduria Nacional del Estado Civil  |     |   |      |